# Livsvetenskap
Livsvetenskap (engelska: life sciences) är en tvärvetenskaplig forskningsgren som ägnar sig åt studiet av biologiskt liv, levande organismer, samt inre och yttre förutsättningar för fortsatt liv. Studieämnet innefattar biologi, farmaci, medicin och fysiologi, dietik, ekologi, och zoologi, men förutsätter att de grundläggande ämnena tillämpas på områden som handlar om fortsatt liv. Den livsvetenskap som främst handlar om människans hälsa kallas vanligen biomedicin.
Underämnen till livsvetenskap är t.ex. evolutionsbiologi, psykologi och evolutionspsykologi, utvecklings- och regenerationsbiologi, neurobiologi, biomedicin, cellbiologi, kemi, samt organismisk och fysiologisk biologi. Olika enheter i livsvetenskaperna, såsom molekylär funktion eller anatomi, definieras i termer av ontologi, vilket är en antik term som inlånats från metafysiken. Inom livsvetenskapen betyder ontologi en strukturerad och normerad beskrivning av enheten ifråga, vilket underlättar jämförande forskning, och vilket har lett till flera mjukvaruprogram i den växande floden av forskning. Ontologierna standardiserar sådant som hur en enhet är relaterad till en annan enhet, vad den har för funktion, kausala samband, och attribut.
En av livsvetenskapens huvudfrågor är hur energi och materia överförs från en levande varelse till en annan, eller mellan organismer och omgivning, och transformeras. Detta sker i såväl ekosystem som i en organism (se t.ex. cellbiologi, allostas och homeostas). Det handlar därför i mycket om biologisk mångfald och kan i någon mening sägas ha en föregångare i Carl von Linné och dennes farmakognosiska forskning som kom att leda till att Uppsala universitet utsåg Henrik Victor Rosendahl till professor i farmakognosi. Ämnet livsvetenskap har också föregångare i grön kemi och marinbiologi som studerar hur förändringar i miljö påverkar livsförutsättningar. Inom bland annat dietiken studeras peptider, hormoner och proteiner i växter och vilken inverkan detta får för dem som förtär växten, till exempel genom biosyntes, samt inom toxikologin studeras hur främmande ämnen (växter eller kemikalier) kan förgifta kroppen.